# Henryk Muszyński
Henryk Muszyński, född den 20 mars 1933, är ärkebiskop av Gniezno, Polen, utnämnd av Johannes Paulus II när den polska hierarkin reorganiserades i mars 1992. Han hade tidigare varit biskop av Włocławek sedan 1987.
Traditionellt har ärkebiskopen av Gniezno varit primas av Polen, men när ärkesätet skildes från det i Warszawa gjordes ett undantag för den dåvarande ärkebiskopen av Warszawa, som tidigare hade varit ärkebiskop av båda städerna.
Ärkebiskop Muszynski har försökt förbättra relationerna med judarna i de polsk-tyska gränsområdena.

## Samarbete med hemliga polisen
Mellan åren 1985 och 1989 var Muszynski registrerad som en hemlig medarbetare i den kommunistiska hemliga polisen, Służba Bezpieczeństwa. Muszynski själv säger sig dock aldrig ha samtyckt till att samarbeta. Hans överordnade var medvetna om kontakterna, som betraktades som oundvikliga.